# タルビス
タルビス（Tarbisu、アッカド語：Tarbiṣu）は、古代メソポタミア地方の古代都市（紀元前722年から紀元前612年）。新アッシリア帝国の王位継承者の宮殿があった。センナケリブ、エサルハドン、アッシュルバニパルが王太子時代にここで学び、王位継承に備えた。紀元前614年または613年、新アッシリア帝国が滅ぼされる一連の戦いの中でメディア軍に占領されてからは衰退した。
ニネヴェの北約5キロメートル、現在のイラクのニーナワー県北部にその遺跡テル・シェリフ・カーン（Tell Sherif Khan）がある。

## 歴史
タルビスは小さな町だったが、センナケリブ王によってアッシリア帝国の首都が近くのニネヴェに移されたことで変わった。2つの宮殿が建てられた。1つはセンナケリブの息子のエサルハドン王が、王太子のアッシュルバニパルのために建てたものである。宮殿の敷地内には2つの神殿があり、1つはネルガル神殿でセンナケリブによって建設され、もうひとつはアッシュルバニパルによって追加された。ニネヴェの市壁の北西にある門の1つはネルガルにちなんで名付けられ、その門からタルビスまでの道はセンナケリブによって完全に石で舗装されていた。
タルビスはアッシリアのサルゴン王朝時代に特別な役割を果たした。ここに置かれた宮殿は「継承の家」（アッカド語でBītredûti）
、つまり、アッシリアの王位継承者が国家を統治するまでの準備を行う複合施設だった。ここで継承者は徐々に王国の実務を学びつつ、政軍両方の重要な役割を果たすようになっていった。タルビスの「継承の家」には、センナケリブ（紀元前704年-紀元前681年）が王位に就く前に住んでいたことが知られている。
王位継承者としての彼の仕事には情報機関、つまり、州や国境地域から情報を収集して、それを父親のサルゴン2世（紀元前722年〜紀元前705年）に伝えることで、王が正しい判断を下せるようにすることが含まれていた。センナケリブの息子であるエサルハドンは、「継承の家」で生まれ育った。アッシリアの王位に就き、後継者にアッシュルバニパル（紀元前669〜627年）を選出した後、エサルハドンはタルビスの宮殿の改築と拡大を命じた。
```
我はエサルハドン、偉大な王、力ある王、世界の王、アッシリアの王、バビロンの支配者、シュメールとアッカドの王、下エジプトと上エジプトとクシュの諸王の王。このタルビス市の宮殿、すなわちアッシュルバニパルの邸、玉座の継承者のための継承の家を造営し、完成させた。
[
7
]
```

アッシュルバニパル自身は、彼の碑文の1つで、王位継承者として、継承の家で包括的な教育を受けたことを強調している。
```
我は喜懼とともに荘厳なる継承の家に入った。祖にして我が父の父たるセンナケリブの設けた王室の中核。王子としてそして王としての力を練成した場所。祖にして我が父エサルハドンが生まれ育ち、アッシリアを覆う王権を練成し、すべての君公を従え、家族を育み、一族を盛栄させた場所。そして我アッシュルバニパルがナブー神の叡智を得て、あらゆる宗匠に師事して書を学び、矢を射る術を、騎馬と戦車を操る術を学んだ場所。
[
8
]
```

「継承の家」とは別に、タルビスにはセンナケリブによって建立されたエメスラム神殿（シュメール語：é.mes.lam, tłum。「幽界の戦士の家」）つまりネルガルのための神殿もあった。
タルビスはバビロン王ナボポラッサル治世の12年目（紀元前614/613年）、キュアクサレス2世の率いるメディア王国軍によって占領された。アッシリア帝国の滅亡後は衰退した。

## 考古学

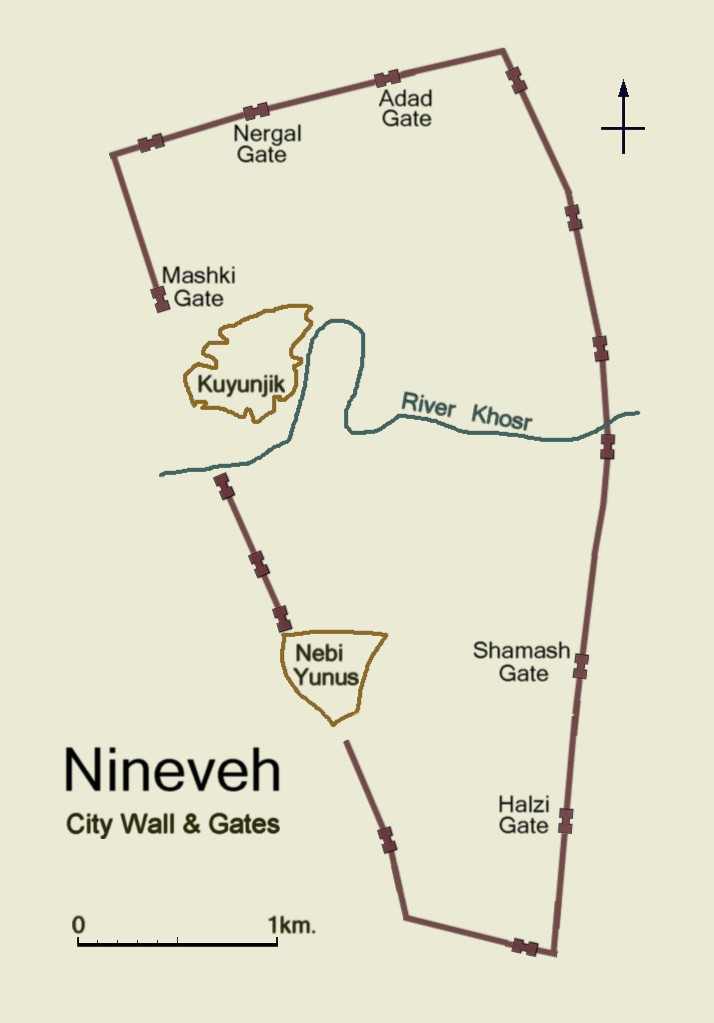
ニネヴェ城壁図。ネルガル門は北壁の西寄りの場所にある

その遺跡であるテル・シェリフ・カーンは、1850年に大英博物館に支援されたオースティン・ヘンリー・レヤードによって初めて調査され、次に1852年にヘンリー・ローリンソンによって調査された。
当時の発見物の中に、アッシリア王エサルハドン（紀元前680年～669年）の碑文が刻まれた2枚の石板があり、その解読でこの場所をタルビス市と同定することができた
。
1968年、モスル大学のイラクの考古学者チームがアメル・スレイマンの指導下にこの場所の発掘を開始した。アメル・スレイマンは、エサルハドンの碑文で、「継承の家」（アッカド語でbīt redûti）として使われた宮殿の遺構を発見し、その大部分を調査した。

## 関連書籍
- Jean-Jacques Glassner (2004). Benjamin Read Foster. ed (英語). Mesopotamian Chronicles. Writings from the ancient world. Society of Biblical Lit. ISBN 9781589830905 2020年10月29日閲覧。　（メソポタミアの粘土板などから得られた文章の集成。本文中では直接参照されていない）
（『メソポタミア年代記：古代世界の記述』（著：ジャン・ジャック・グラスナー、ベンジャミン・リード・フォスター、2004年、聖書文学協会））